# Euchambersia
Euchambersia is een geslacht van uitgestorven zoogdierreptielen (orde Therapsida) van de onderorde Therocephalia die gedurende het Laat-Perm in het huidige Zuid-Afrika leefde. Er is één soort, Euchambersia mirabilis. Het opvallendste kenmerk van Euchambersia was het feit dat dit dier een giftige beet gebruikte om zijn prooi te doden.

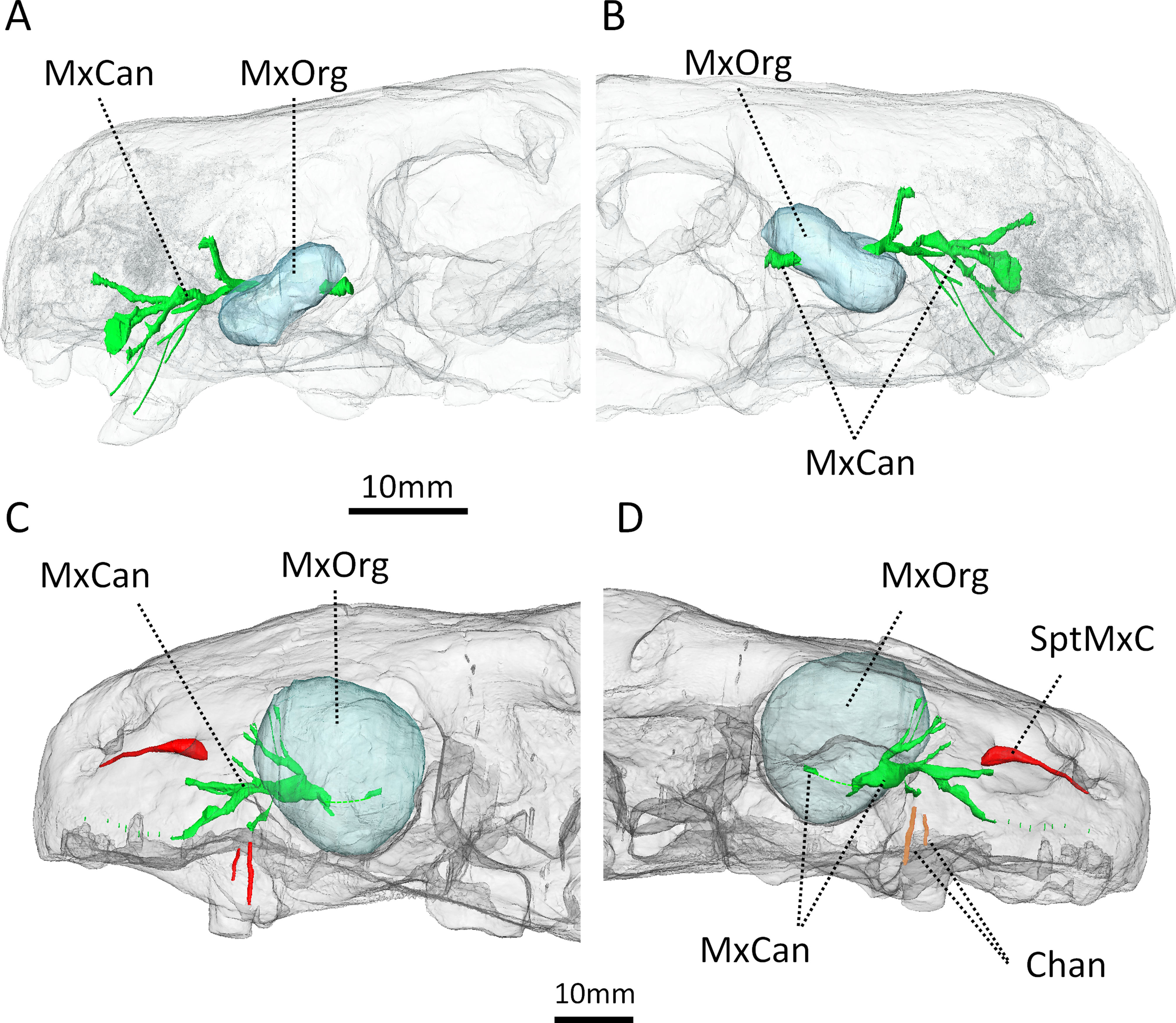
Een reconstructie van de gifklier

Euchambersia leefde tijdens het Laat-Perm met fossiele vondsten in de Cistecephalus Assemblage Zone van de Beaufortgroep, onderdeel van de Zuid-Afrikaanse Karoosupergroep. De soort behoort tot de familie Akidnognathidae (ook wel Euchambersiidae).

## Vondst en naamgeving
De typesoort Euchambersia mirabilis werd in 1931 benoemd en beschreven door Robert Broom. De geslachtsnaam eert de vroege evolutionist Robert Chambers. De soortaanduiding betekent 'wonderlijk' in het Latijn.
Het holotype NHMUK R5696 was gevonden op de boerderij Vanwyksfontein bij Norvalspont. Het bestaat uit een schedel zonder onderkaken. Een tweede, kleinere schedel, ook zonder onderkaken, specimen BP/1/4009, werd in 1966 gevonden en in 1977 beschreven. Later werd bij dit specimen ook een tand van de onderkaken vastgesteld die losgeraakt was en in het verhemelte was terechtgekomen.

## Beschrijving
Euchambersia was een vrij klein dier zoals blijkt uit de lengte van de schedel van het holotype: 116 millimeter.
De schedel van Euchambersia heeft twee opvallende kenmerken: groeves aan de buitenzijde van de hoektanden en een grote holte aan de buitenzijde van de bovenkaak met een opening achter de hoektanden. Bij de beschrijving van Euchambersia in 1930 suggereerde Broom dat zich in de kaakholte een grote oorspeekselklier bevond. In 1933 correleerde Franz Nopcsa beide anatomische bijzonderheden omdat de groeves in verbinding staan met de holtes. Hij kwam tot de conclusie dat Euchambersia een giftige beet had, waarbij het gif vanuit de gifklier via de groeves toegediend werd aan de prooi. Deze theorie is logischer dan alle andere suggesties en geaccepteerd. Euchambersia had verder lange hoektanden en krachtige kaken. Prooidieren waren waarschijnlijk dicynodonten en pareiasauriërs.
In 2017 vond een scan van de botten dat de locatie van de gifklier in wezen een zenuwkanaal was. Daarbij waren de tanden, ook de voortanden en ondertanden, niet zozeer gegroefd maar gericheld. Men achtte het echter toch mogelijk dat er een gifklier aanwezig was. Een alternatieve verklaring voor de grote kaakholte was dat er zich een of ander waarnemingsorgaan in bevond.

## Fylogenie
Euchambersia werd in 1934 door Lieuwe Dirk Boonstra in een eigen Euchambersidae geplaatst. In 1940 emendeerde Friedrich von Huene deze naam naar Euchambersiidae. Deze naam heeft prioriteit ten opzichte van Akidnognathidae. Adam Huttenlocker meende echter in 2009 dat artikel 36 van het ICZN inhield dat de naam die gebaseerd is op het oudste benoemde geslacht, i.c. Akidnognathus, voorrang heeft. Hoewel dat een onjuiste interpretatie is, werd hij daarin door velen gevolgd wat Akidnognathidae tot de gangbare en daardoor alleen al geldige naam maakt.